# 混沌的边缘
混沌的边缘是一个用来形容由计算机科学家克里斯托弗·兰顿发现的现象。最开始次现象被用来描述一个变量λ的一段取值范围，该变量是作为细胞自动机的一个参数。当λ变化，细胞自动机的行为会产生相变。Christopher Langton发现λ的某一小段取值可以使细胞自动机具有通用计算的能力。